# 쌍림면
쌍림면(雙林面)은 대한민국 경상북도 고령군의 남서부에 위치한 면이다.

## 행정 구역
| 법정리 | 한자명 | 행정리           | 비고            |
| ------ | ------ | ---------------- | --------------- |
| 고곡리 | 高谷里 | 고곡1리, 고곡2리 |                 |
| 귀원리 | 貴院里 | 귀원리           | 면사무소 소재지 |
| 매촌리 | 梅村里 | 매촌리           |                 |
| 백산리 | 栢山里 | 백산리           |                 |
| 산당리 | 山塘里 | 산당리           |                 |
| 산주리 | 山州里 | 산주리           |                 |
| 송림리 | 松林里 | 송림1리, 송림2리 |                 |
| 신곡리 | 新谷里 | 신곡1리, 신곡2리 |                 |
| 신촌리 | 新村里 | 신촌리           |                 |
| 안림리 | 安林里 | 안림리           |                 |
| 안화리 | 安和里 | 안화리           |                 |
| 용리   | 龍里   | 용1리, 용2리     |                 |
| 월막리 | 月幕里 | 월막리           |                 |
| 평지리 | 平地里 | 평지리           |                 |
| 하거리 | 下車里 | 하거1리, 하거2리 |                 |
| 합가리 | 合伽里 | 합가1리, 합가2리 |                 |

## 출신 인물
- 곽용환 : 현.고령군수(민선, 새누리당) / 전.다산면장